# Bally Records
Pour les articles homonymes, voir Bally.

Logo de Bally Records, qui reprend le design du logo de la maison mère.

Bally Records (appellation complète : Bally Recording Corporation) est un petit label lancé par Bally Manufacturing à Chicago (États-Unis) en 1955,.

## Description
Bally Records est lancé dans les années 1950 à Chicago dans l'Illinois. C'était une filiale du fabricant de flippers et de machines à sous Bally Manufacturing. Le président était Jimmy Hilliard.
La maison mère a pressenti un besoin de fournir des disques à l'industrie des phonographes automatiques (juke-box). La filiale est lancée en 1955 avec beaucoup de publicité, dans des publications telles que Billboard Magazine, mais l'entreprise a eu une existence très courte et les derniers disques ont été produits en 1957. Comme la plupart des disques à l'époque, les disques ont été publiés dans trois vitesses :  33 tours 1/3, 45 tours et 78 tours. Le disque le plus connu publié sur Bally Records est I Dreamed par Betty Johnson (chanteuse) (en) (Bally 1020), qui a fait une percée sur le Billboard Hot 100 à la neuvième place en début d'année 1957.

## Artiste
- Betty Johnson (chanteuse) (en)
- Bob Carroll
- Caesar Giovannini
- Claude Bolling
- David Bee & His Orchestra
- Ike Cole
- Ted Weems
- Thurl Ravenscroft
- Win Stracke